# Bezoárkecske
A bezoárkecske (Capra aegagrus aegagrus) az emlősök (Mammalia) osztályának párosujjú patások (Artiodactyla) rendjébe, ezen belül a tülkösszarvúak (Bovidae) családjába és a kecskeformák (Caprinae) alcsaládjába tartozó vadkecske (Capra aegagrus) egyik alfaja.
A bezoárkecske valószínűleg a házi kecske (Capra aegagrus hircus) őse.

## Előfordulása
Elterjedési területe Törökország ázsiai területe, Irak északkeleti része, Irán legnagyobb része és Afganisztán szomszédos nyugati része. Ezen felül a Kaukázus keleti része (ahol már ritkaságnak számít) és Türkmenisztán legdélebbi területei. Csehországban egy betelepített populáció él. Meghonosították a vadonban az Egyesült Államok Új-Mexikó államában is, és sok helyen magánfarmokon is előfordul.

## Nevének eredete

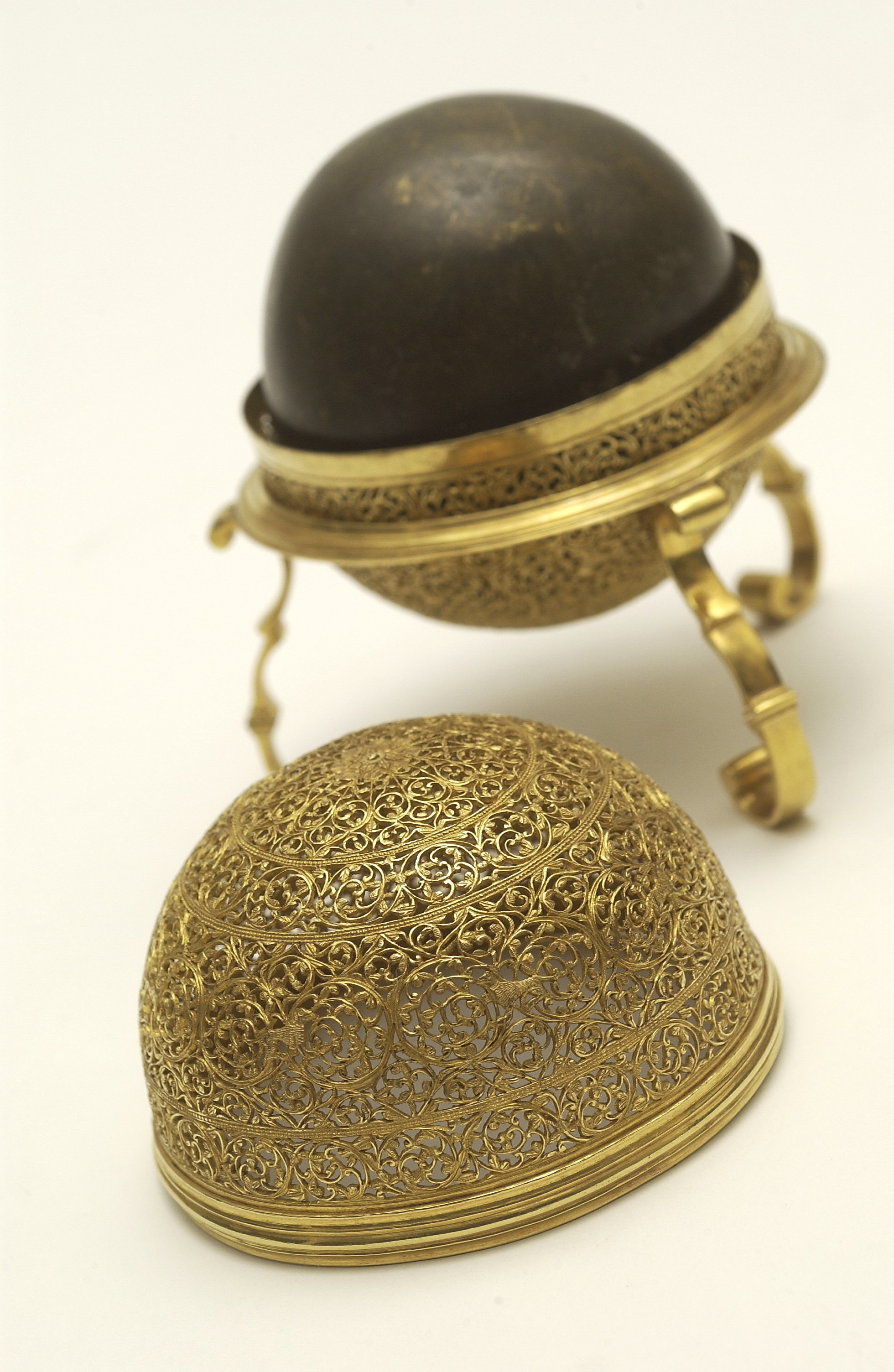
Bezoárgolyó arany Amulettben

A bezoár a kérődzők gyomrában és beleiben előforduló tömör test (konkrementum), amely részint kicsapódott sókból, részint összeszövődött szőrből, nyálkából, epealkatrészekből és növényi rostokból keletkezik, amelyek közé foszforsavas mész rakódik le. Ezt a golyószerű anyagot gyakran barna vagy feketés fényű bevonat borítja. A bezoárok leginkább a bendőben és a recésgyomorban fordulnak elő. Régebben hathatós gyógyszer hírében állottak és különösen a keleti bezoárokat, amelyek a bezoárkecske gyomrából származtak, biztos gyógyszernek tartották a különböző mérgek hatása ellen. A bezoárok az említett szerves anyagokon kivül még litofellinsavat (az epesavhoz hasonló) és ellegsavat (a galluszsav hasadási terméke) is tartalmaznak. A bezoárkecskék gyomrában található „csodatevő bezoárgolyók” széles körben elterjedt babonája az állat nagy mértékű vadászatához és mára erőteljes megritkulásához vezetett.

## Megjelenése
Noha valamivel kisebb, mint az alpesi kőszáli kecske, de mégis észrevehetően nagyobb, mint a házi kecske. A kifejlődött bak hosszúsága mintegy 1,5 méter, a farok hossza 20 centiméter, a marmagasság 95 cm és ez a keresztcsonton 2 cm-rel több. A nőstény észrevehetőleg kisebb. Teste eléggé nyúlánk, háta keskeny, nyaka mérsékelten hosszú, feje rövid, szája tompa, homloka széles, az orrhát végig majdnem egyenes; szeme és a füle eléggé nagy, lábai aránylag hosszúak és erősek. Patája tompán hegyezett. Igen rövid farkát egyenletesen hosszú, bozontos szőr fedi.

### Szarva

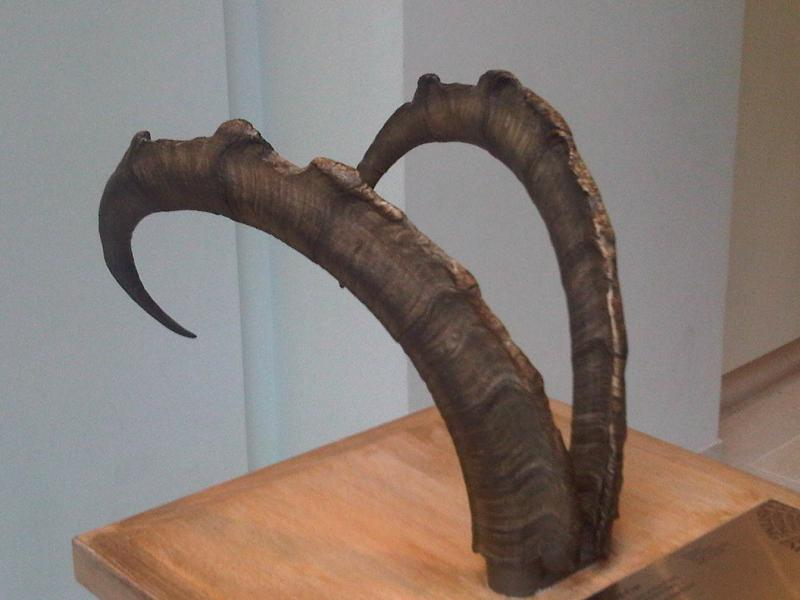
Bezoárkecske szarvak a londoni Természettudományi Múzeumban

Igen nagy és erős, mindkét oldalról összenyomott és elöl-hátul éles élű, a külső oldalán azonban kerek és domború szarvak már a középnagyságú állatoknál is 40 cm-nél hosszabbak, az öregeknél pedig ennek több mint a kétszeresét érik el. Ezek a tőtől kezdve erős, egyszerű és hátrafelé egyenletesen görbülő ívet alkotnak, amely az idősebb hímeknél körülbelül egy félkört ír le. A tőnél szorosan egymás mellett vannak, azután a középen túl lassanként lefelé hajlanak, de azután a hegyükkel ismét erősen előre és befelé fordulnak, úgyhogy ezek a legkülsőbb végükön 12–15 cm-rel közelebb állnak egymáshoz, mint a középen, ahol a kettő közötti távolság 30–40 cm. A jobb szarv a hegyével kissé jobbra, a bal pedig balra hajlik. Szarvcsomóinak vagy harántdudorainak száma az idős állatoknál 10–12.

### Szőrzete
Mindkét nem igen erős szakállat visel. A többi szőrzet eléggé hosszú, merev, simán fekvő fedőszőrökből és rövid, közepesen finom gyapjúszőrökből áll. A színezet világos vörösesszürke vagy rozsdásbarnás-sárga, a nyaki oldalon és a has felé, az itt dúsabban föllépő fehér hegyű szőrök következtében világosabb, a mell és az alsó nyak feketésbarna, a has, a lábszár belső és külső oldala fehér. Élesen elhatárolt, elülről hátrafelé keskenyülő, feketésbarna hosszú csík fut végig a hát középvonalán egészen az egyszínű fekete farokig. A mellső lábak mögött hasonló színű csík kezdődik, amely a felső és alsó oldalt élesen elválasztja egymástól. A nyakat hátsó vége töve táján fekete szalag övezi. A mellső lábak elöl és oldalt feketés-barnák, a kéztő fölött – mint a hátulsók is – fehérek. A fej kétoldalt vörösesszürke, a homlok feketésbarna, a szem előtt, az orrhát tövén, valamint az áll és a torokszakáll feketésbarna, az ajkak fehérek. A nőstényeknél és a fiataloknál a fekete mintázat többsége hiányzik. A bakok 3–4 év alatt kapják meg teljes színüket. A kifejlett bakok téli bundáján a világos vörösesszürke folt a nyak két oldalán és a egész test két oldalának ugyanilyen színe teljesen világosszürkére kifehéredik (lásd a taxobox képén).

## Viselkedése

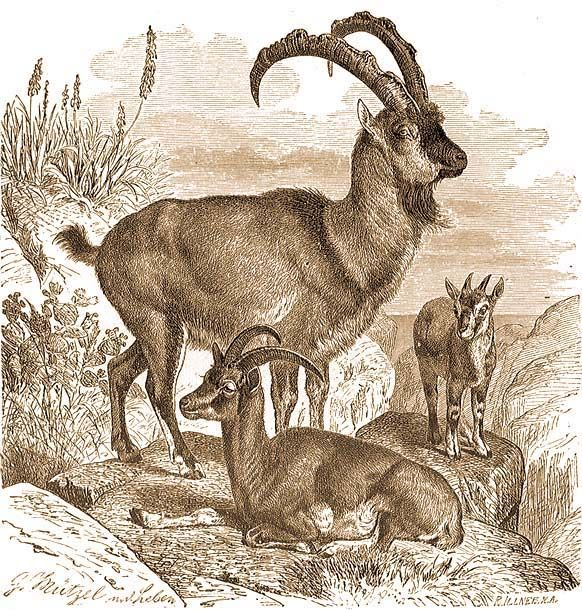
Bezoárkecske család

Általában 40–50 egyedből álló nyájakat lehet együtt látni, amelyek párzás idején – a ősz közepe táján – 6–8 példányból álló kisebb csapatokra oszlanak. A nőstény áprilisban vagy májusban 2, ritkán 3 gidát ellik. Ezek születésük napjától az újonnan alakuló nyájhoz tartoznak, azonnal követik az anyjukat. Életük harmadik napjától kezdve önállóan mennek a legnehezebb ösvényeken, kimondottan játékosak. A vadkecskék néha az elvadult házi kecskékkel is párosodnak és utódokat hoznak létre.
Nedvdús és száraz füvekkel táplálkoznak, étrendjükben nem válogatósak. Nyugat-Ázsiában, ahol a bezoárkecske az összes magasabb hegységben előfordul, túlnyomó részt az 1500 méter feletti magassági övet lakják, és legszívesebben a hegység azon helyeit keresik föl, ahol a kopár sziklacsúcsok körül a magas, sárga virágú, ernyős növények bőségesen teremnek. Az állatok kora reggel az erdőből, ahol az éjt töltik, a magasan fekvő lejtőkre, gyakran a gleccserek közvetlen közelébe mennek föl, este pedig ismét visszatérnek a erdőbe.
Viselkedése szempontjából a bezoárkecske élénken emlékeztet a kőszáli kecskére. Nyáron a bakok a hegység magasabb részeiben gyakran a hóhatár közelében élnek magányosan, míg a nőstények a mélyebben fekvő területeken tartózkodnak. Télen a két nem egyedei egy csapatban egyesülnek, és egyes helyeken a tengerig is levonulnak. A bezoárkecske gyorsan és félelem nélkül jár a nehéz ösvényeken, sokszor órákon át. Szédülés nélkül álldogál a kiugró sziklákon, a szakadékokba letekintve. Kitűnően mászik és veszedelmes ugrásokat hajt végre éppolyan biztonsággal, mint ügyességgel. Rendkívül félénk, és a legtöbb veszélyt sikeresen kikerüli. Érzékei kitűnőek, a szagokat nagy távolságból megérzi és a legcsekélyebb neszt is meghallja. Tanulékonysága a kőszáli kecskééhez hasonló. A párzási idő alatt, ami novemberre esik, a bakok kitartó küzdelmeket vívnak egymással, amint azt a szarvuk csorbái és az elülső élről félig letörött szilánkok is gyakran tanúsítják.
A bezoárkecskék fő ragadozói a hiúz és a leopárd, a fiatal példányokra többféle sas, olykor még a szakállas keselyű is veszélyes lehet. Az ember a legrégebbi korok óta vadászott a bezoárkecskére. A neolitikum idején az életben hagyott gidákat gyakran felnevelték. Elsősorban a bezoárkecskék tenyésztésével alakulhatott ki a mai házi kecske.
Az elfogott bezoárgidákat egyes hegyvidéki falvakban ma is felnevelik. Ilyen fiatal állatok elfogása végett, mielőtt az árpaaratás elkezdődik, több jó hegymászó a magas hegységekbe indul, és vemhes bezoárkecskék után kutatnak, amelyek az ellés előtt egy nehezen hozzáférhető helyet szoktak választani, és erre a helyre rendszerint vissza is térnek. Ha találnak ilyen kecskét, és ha a vackához való odajutás lehetséges, úgy a hegymászók a rejtekhelyükön maradnak, és az állatot figyelemmel kísérik, amíg az leellik. Az ellés után harmadnapon megkísérlik a gidát elfogni, miközben az anyát elriasztják. A sikeres fogás után a zsákmánnyal azonnal a faluba sietnek, hogy a kis gidát egy olyan házi kecske gondjaira bízzák, amely röviddel ezelőtt ellett meg első alkalommal.

## Hagyományos vadászata
A bezoárkecskék vadászata igen nehéz, mert az óvatos állatok legelés közben őrszemeket állítanak fel. Továbbá ezek is, mint a kőszáli kecskék, igen szívósak és némelyik megsebesített állat az üldözőitől el is menekül. Az idősebb bakok szorult helyzetükben gyakran bátran védelmezik magukat. A Torosz-hegységben a vadászatok akkor kezdődnek, amikor a számottevő csordák körülbelül 4 hét óta elhagyták a hegyvidéket, továbbá a háztartásban a téli szükséglet biztosítva van és az utolsó gazdasági munkák is befejeződtek. A vadászok a hegység havasi övezetébe másznak fel, kikutatják a vad csapásait, majd lesbe állnak. Ahol jók az ösvények, gyakran rendeznek hajtóvadászatot is. Nemritkán a hegységet több napon át járják, anélkül azonban, hogy az értékes vadból egyet is láthattak volna. Más alkalommal egy napon 4–12 bakból vagy nőstényből álló csapat is látható. A vadász elégedett, hogyha a tél folyamán 4–5 bezoárkecskét zsákmányolt.